# Matías Roskopf
Matías Exequiel Roskopf (ur. 14 stycznia 1998 w Paranie) – argentyński piłkarz pochodzenia włoskiego występujący na pozycji napastnika, od 2025 roku zawodnik brazylijskiej Mariki.